# Landoald de Wintershoven
Landoald (Llombardia, s. VII - prop de Wintershoven, Limburg, Bèlgica, ca. 667) fou un sacerdot, evangelitzador de la regió de Maastricht (Bêlgica). És venerat com a sant per diverses confessions cristianes.

## Biografia
Nascut a Llombardia o a una família longobarda, fou sacerdot a Roma. Quan el papa Martí I envià Amand de Maastricht a evangelitzar la Gàl·lia Belga, Landoald formà part de l'expedició i anà a la regió de Maastricht. Va treballar a Haspengau (avui Hespengau), juntament amb els seus deixebles Adrià de Wintershoven i el diaca Amanci. Va fundar una església a Wintershoven (Limburg, Flandes), dedicada a Sant Pere, en 659. Fou protegit per Khilperic II. El seu deixeble Adrià fou assassinat mentre anava a recollir almoines a la cort de Maastricht des de Wintershoven; Landoald morí poc després.

## Veneració
Venerat com a sant, fou sebollit a l'església de Wintershoven. En 980, els monjos de Sant Bavó de Gant traslladaren les relíquies de Landoald a la seva abadia, on des de llavors són venerats. Això ha fet que sigui un dels sants patrons de la ciutat de Gant. La seva festa és el 19 de març.